# Germán Varón
Germán Varón Cotrino (Bogotá, Colombia, 6 de julio de 1964) es un político y abogado colombiano. 

## Biografía
Germán Varón Cotrino es abogado graduado de la Facultad de Jurisprudencia de la Universidad del Rosario, especializado en Derecho Administrativo de la misma universidad. Se ha desempeñado como Secretario general de Corabastos y de la Personero Distrital de Bogotá(1995-2001). En el año 2002 fue elegido Representante a la cámara logrando su reelección en el 2006 y 2010. Fue Presidente de la Cámara de Representantes en el periodo comprendido entre julio de 2008 y julio de 2009. En las Elecciones legislativas de Colombia de 2014 logró una curul en el Senado de la República, cargo para el que fue electo en el 2018.

## Proyectos tramitados
- Ley Antitrámites, para que los procedimientos administrativos sean más ágiles y sencillos para el ciudadano.
- Reforma a la Fiscalía General de la Nación para la implementación del sistema penal acusatorio.
- Proyecto de ley n.º 037 de 2006, a través del cual se aumentan las penas a los delitos de falsificación de alimentos, drogas y licores.
- Proyecto de ley n.º 136 de 2005, para garantizar el cumplimiento de los derechos de los contribuyentes y de los usuarios aduaneros y cambiarios.
- Proyecto de ley n.º 047 de 2007 que busca castigar a los congresistas y partidos involucrados con grupos al margen de la ley.